# Клифт, Монтгомери
Э́двард Монтго́мери «Мо́нти» Клифт (англ. Edward Montgomery Clift; 17 октября 1920 — 23 июля 1966) — американский актёр, известный своими ролями «угрюмых, чувствительных молодых людей», по мнению The New York Times.
Четырёхкратный номинант на премию «Оскар», номинант на премии «Золотой глобус» и BAFTA. Обладатель именной звезды на Голливудской «Аллее славы». Наиболее известен своими ролям в следующих фильмах: Говарда Хоукса «Красная река» 1948 года, Джорджа Стивенса «Место под солнцем» 1951 года, Фреда Циннеманна «Отныне и во веки веков» 1953 года, Стэнли Крамера «Нюрнбергский процесс» 1961 года и Джона Хьюстона «Неприкаянные» 1961 года.
Наряду с Марлоном Брандо и Джеймсом Дином, Клифт считался одним из оригинальных актёров-методистов в Голливуде — он был одним из первых актёров, которого пригласили учиться в Актёрскую студию Ли Страсберга и Элиа Казана. Он также совершил редкий поступок, не подписав контракт после приезда в Голливуд, сделав это только после того, как его первые два фильма имели успех. Это было описано как «разница во власти, которая будет определять структуру отношений между звёздами и студией в течение следующих 40 лет».
Документальный фильм под названием «Создание Монтгомери Клифта» был снят его племянником Робертом Андерсоном Клифтом в 2018 году, чтобы прояснить мифы, которые были созданы об актёре.

## Ранняя жизнь
Эдвард Монтгомери Клифт родился 17 октября 1920 года в Омахе, штат Небраска. Его отец, Уильям Брукс «Билл» Клифт (1886—1964), был вице-президентом Национальной трастовой компании Омахи. Его матерью была Этель Фогг «Санни» Клифт (урожденная Андерсон; 1888—1988). Его родители были квакерами и познакомились, будучи студентами Корнеллского университета, поженившись в 1914 году. У Клифта была сестра-близнец Роберта (позже известная как «Этель»), которая пережила его на 48 лет, и старший брат Уильям Брукс Клифт-младший (1919—1986), известный как «Брукс», у которого был сын от актрисы Ким Стэнли, а позже он женился на политической журналистке Элеоноре Клифт. У Клифта были английские и шотландские корни по отцовской линии, богатые родственники родом из Чаттануги, штат Теннесси. Его мать, Санни, была удочерена; она утверждала, что настоящими прадедушками Клифта по материнской линии были генеральный почтмейстер США Монтгомери Блэр и командующий войсками Союза Роберт Андерсон, и эту часть её родословной ей разъяснил (когда она достигла совершеннолетия) доктор Эдвард Монтгомери, семейный врач, который принимал у нее роды. Она провела остаток своей жизни, пытаясь добиться признания своих предполагаемых родственников.
Частью усилий матери Клифта была её решимость воспитывать своих детей в стиле аристократов. Поэтому, пока отец Клифта был в состоянии платить за это, он и его брат с сестрой получали частное образование, много путешествовали по Америке и Европе, свободно владели немецким и французским языками и вели защищенную жизнь, огражденную от нищеты и инфекционных заболеваний, которые стали распространенными после Первой мировой войны. В возрасте 7 лет, находясь на борту европейского корабля, мальчик заставил Клифта погрузить голову под воду в бассейне на такое долгое время, что у него лопнула железа в шее, и он не смог дышать; у него остался шрам от перенесенной инфекции и операции. Крах на Уолл-стрит в 1929 году и Великая депрессия 1930-х годов разорили отца Клифта финансово; Билл был вынужден сократиться и переехать в Чикаго, чтобы найти новую работу, а Санни продолжала путешествовать с детьми. В одном из номеров журнала McCall's за 1957 год Клифт сказал: «Мое детство было хобгоблинским, мои родители много путешествовали... Это все, что я могу вспомнить».

### 1934–1946: Ранняя карьера в театре

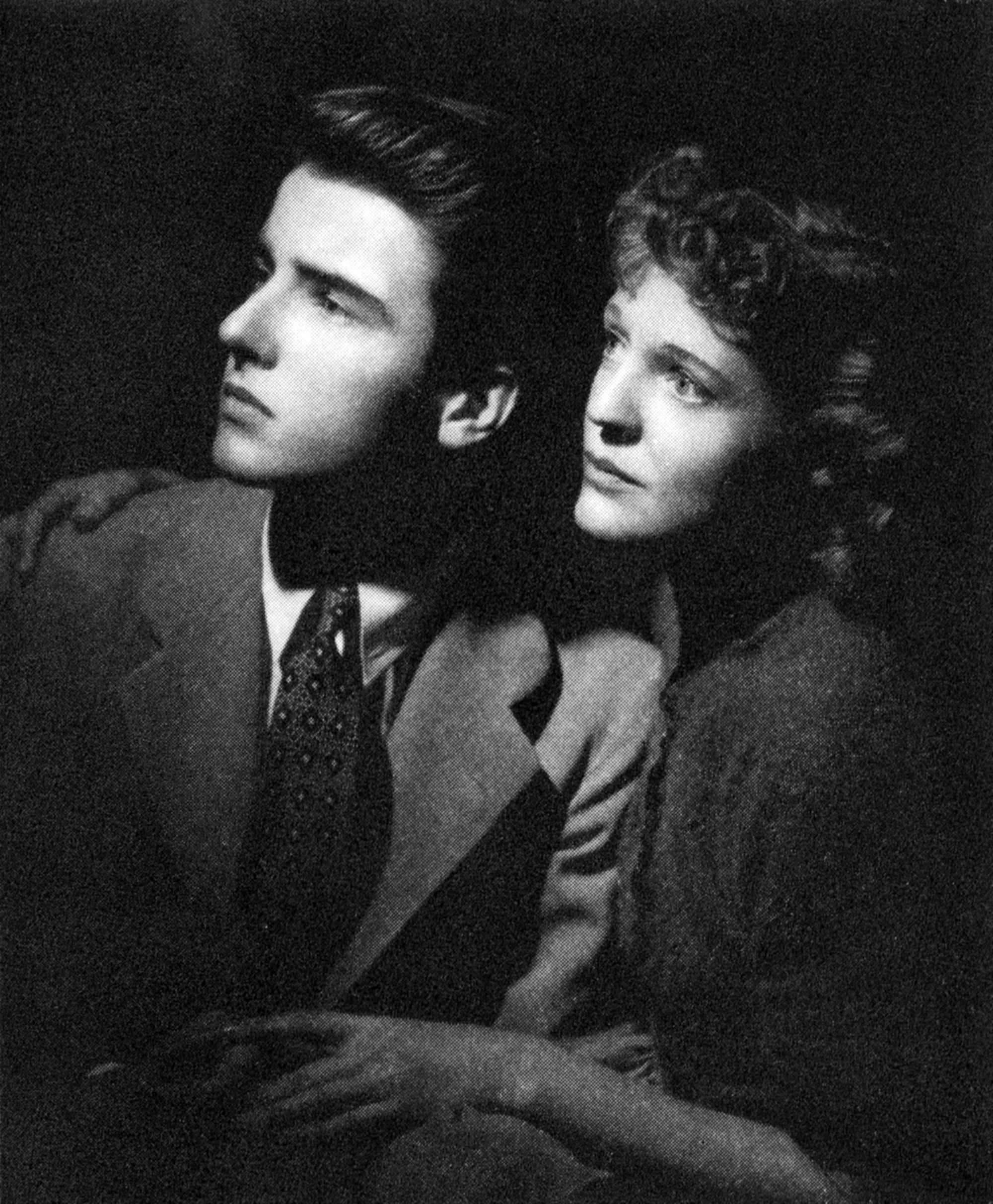
Клифт и Лоис Холл в бродвейской постановке пьесы Патрисии Коллиндж «Дама-природа» 1938 года

Монти проявлял интерес к актёрскому мастерству и театральному искусству ещё в детстве, живя в Швейцарии и Франции, но не проявлял инициативы, чтобы получить роль в местной постановке, до 13 лет, когда его семья была вынуждена сократиться и переехать из Чикаго в Сарасоту, штат Флорида. У него была небольшая неоплачиваемая роль. Почти через год семья снова переехала, поселившись в Нью-Йорке. Клифт дебютировал на Бродвее в 14 лет в роли Хармера Мастерса в комедии «Улетай домой», которая шла с января по июль 1935 года в театре на 48-й улице. Газета New York World-Telegram отметила «удивительное самообладание и ловкость» Клифта, а продюсер Тео Бамбергер похвалил его за то, что он назвал «природный актерский инстинкт».
Клифт некоторое время учился в школе Далтон на Манхэттене, но с трудом справлялся с традиционным обучением. Он продолжал процветать на сцене и играл в произведениях Мосса Харта и Коула Портера, Роберта Шервуда, Лилиан Хеллман, Теннесси Уильямса и Торнтона Уайлдера, создав роль Генри в оригинальной постановке «Кожа на наших зубах». Монтгомери оказался успешным молодым театральным актёром, работавшим, в частности, с Дамой Мэй Уитти, Аллой Назимовой, Мэри Боланд, Корнелией Отис Скиннер, Фредериком Марчем, Таллулой Бэнкхед, Альфредом Лантом и Линн Фонтэнн. В 1939 году, будучи членом актёрского состава бродвейской постановки «Сенная лихорадка» Ноэля Кауарда, Клифт принял участие в одной из первых телевизионных трансляций в США. Спектакль «Сенная лихорадка» транслировался нью-йоркской телестанцией W2XBS (предшественницей WNBC) телеканала NBC и был показан во время Всемирной выставки в Нью-Йорке в 1939 году. В возрасте 20 лет он принял участие в бродвейской постановке «Ночи не будет» (англ. There Shall Be No Night), получившей в 1941 году Пулитцеровскую премию за драму.
В начале своей карьеры Клифт также участвовал в радиопередачах, хотя, по словам одного из критиков, он ненавидел эту среду. 24 мая 1944 года он участвовал в постановке пьесы Юджина О'Нила «О, пустыня!» для «Театральной гильдии в эфире». В 1949 году, в рамках рекламной кампании фильма «Наследница», он сыграл Хитклифа в часовой версии «Грозового перевала» для театра Форда. В январе 1951 года он принял участие в эпизоде «Металл на Луне» для сериала-антологии «Кавалькада из Америки», спонсором которого была химическая компания DuPont. Также в 1951 году Клифт впервые сыграл роль Тома в мировой радиопремьере «Стеклянного зверинца» Теннесси Уильямса с Хелен Хейс (Аманда) и Карлом Молденом (джентльмен-звонарь) для «Театральной гильдии в эфире».
Клифт не служил во время Второй мировой войны, получив статус 4-F после того, как заболел дизентерией в 1942 году. Сразу после окончания войны, в сентябре 1945 года (что стало предпоследним выступлением Клифта на Бродвее), он снялся в сценической адаптации рассказа Дэвида Герберта Лоуренса «Ты коснулся меня». Позже он вместе с актёром Кевином Маккарти написал сценарий для экранизации, которая так и не была снята.

К этому времени Клифт разработал то, что впоследствии будет считаться его фирменным актёрским стилем и самым большим влиянием на будущее современной киноактёрской игры, о чём рассказывает биограф Роберт ЛаГуардия:
Ему удалось убедить зрителей в своей безупречной мужской сексуальности, не выставляя себя напоказ, как это сделали бы большинство других актёров его возраста и типажа. Как? Он использовал «внутреннюю» тишину, необычные паузы в речи, неловкие движения тела. Он говорил так тихо, что порой его практически не было слышно. Его настроение менялось от задумчивой позы до расплывающейся улыбки. Это были крайне нестандартные, рискованные приёмы, которые приводили к тому, что зрители вовлекались в «него» – цель крайне эгоистичная, если думать только о пьесе, но смелый и потрясающе мужественный манёвр, если думать о том, какую почву он прокладывал.

## Карьера

### 1946—1956: Восхождение к славе кинозвезды
В возрасте 25 лет Монтгомери сыграл свою первую голливудскую роль в вестерне «Красная река» с Джоном Уэйном; режиссёр Говард Хоукс был впечатлён его недавним выступлением на сцене и согласился подписать с ним контракт без каких-либо условий, что очень понравилось Клифту. Хотя фильм был снят в 1946 году, его релиз был отложен до августа 1948 года. Фильм имел коммерческий успех и сопровождался успехом у критиков и был номинирован на две премии «Оскар». Второй ролью Клифта (хотя премьера состоялась в том же году) стал фильм «Поиск», принесший ему первую номинацию на премию «Оскар» за лучшую мужскую роль. Натуралистичная игра Клифта привела к тому, что режиссёра Фреда Циннемана спросили: «Где вы нашли солдата, который может так хорошо играть?». Клифт был недоволен качеством сценария и переработал его сам. Фильм был удостоен премии «Оскар» за лучший литературный первоисточник. Компания MGM распространила фильм по всей стране, поскольку журналы привлекли к Клифту огромное внимание. Эта роль прославила его в качестве нового голливудского секс-символа, не чуждого, однако, ролей довольно восприимчивых и, местами, ранимых героев.
В итоге Paramount Pictures предложила ему лучшее из всех поступающих предложений (которое он и принял): контракт на три фильма (по сравнению с обычным семилетним контрактом) с правом отказаться от любого сценария и любого режиссёра, а также с правом расторгнуть соглашение в любой момент как для себя, так и для студии. Каждая крупная голливудская студия хотела заключить сделку с Клифтом и была шокирована тем, что молодой актёр может иметь такое влияние после выхода всего одного фильма: Это был «смертный звон продюсеров и магнатов и рождение актёрской власти». К декабрю 1948 года Клифт попал на обложку журнала Life. Журнал Look вручил ему награду за достижения и назвал его «самой многообещающей звездой на голливудском горизонте». 

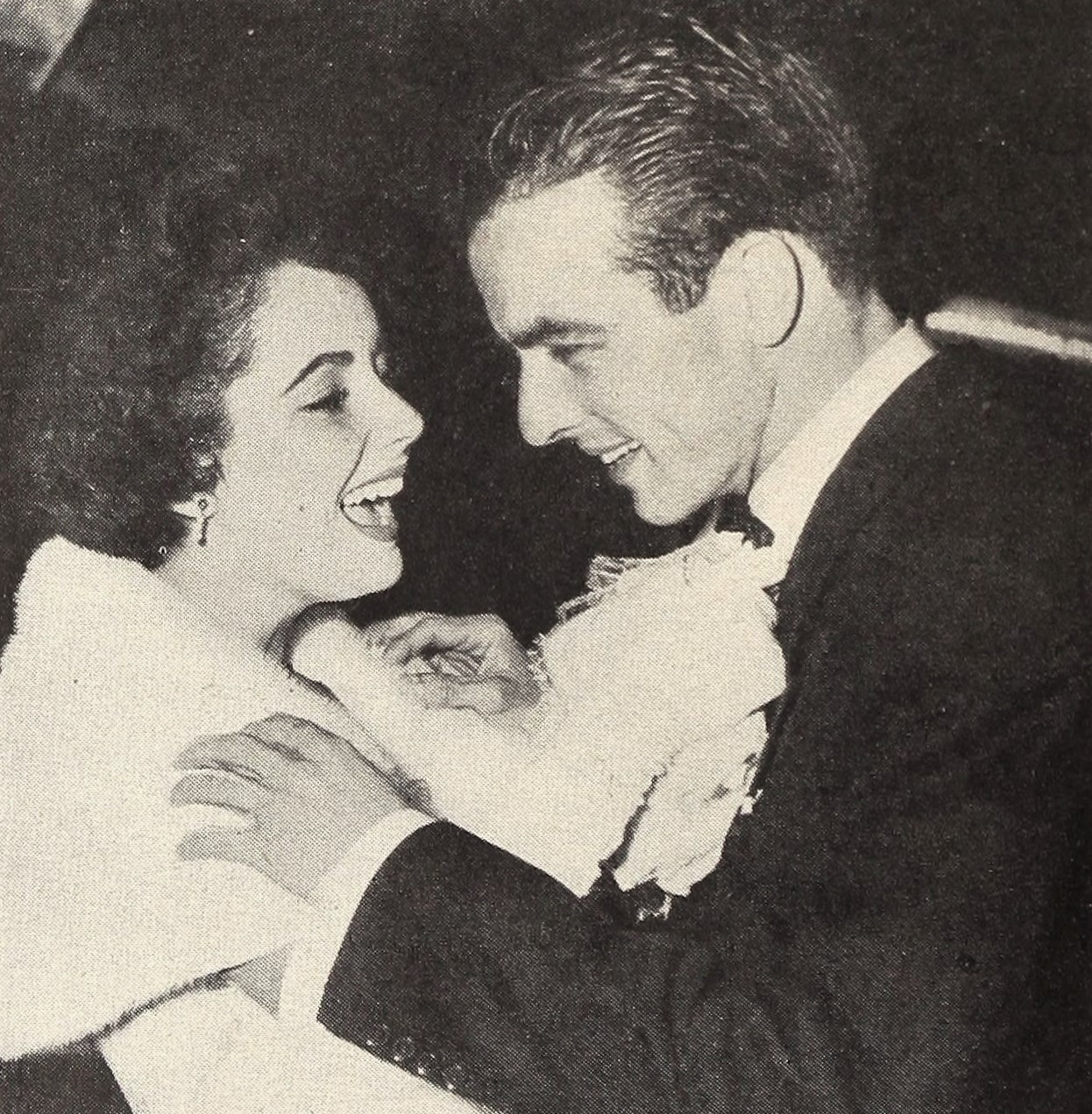
Элизабет Тейлор поправляет галстук Клифта, 1949 год

Первым фильмом Клифта для Paramount стал «Наследница» 1949 года. В то время как режиссёру Уильяму Уайлеру не нравилась его плохая осанка, коллега по фильму Оливия де Хэвилленд выражала недовольство его серьёзностью, говоря: «Монти был кропотливым, и мне это в нём нравилось, но у меня было ощущение, что Монти почти полностью думает о себе и оставляет меня вне сцены». Он старался направить большую часть своей энергии на интенсивные репетиции с тренером по актёрскому мастерству Мирой Ростовой, которая сопровождала его на съёмках. В итоге он остался недоволен своей игрой и рано ушел с премьеры фильма. Летом 1949 года Клифт снимал «Большой подъём» в Берлине. Фильм задумывался как полудокументальный, проамериканский фильм о военном времени, и в меньшей степени как актёрская работа, но все же для Клифта это была желанная возможность изобразить американского солдата.
Следующая роль Клифта — бродяга Джордж Истмен в фильме «Место под солнцем» 1951 года — считается одной из его характерных ролей. Он много работал над своим персонажем и снова был номинирован на «Оскар» за лучшую мужскую роль. Для сцен в тюрьме Клифт провёл ночь в настоящей тюрьме штата. Его главный актёрский соперник (и уроженец Омахи) Марлон Брандо был настолько тронут игрой Клифта, что проголосовал за Клифта, чтобы тот получил «Оскар» за лучшую мужскую роль, будучи уверенным, что победит именно он, в то время как Клифт голосовал за Брандо в «Трамвае „Желание“». Фильм «Место под солнцем» был высоко оценен критиками; Чарли Чаплин назвал его «величайшим фильмом, снятым об Америке». Фильм привлёк дополнительное внимание прессы из-за слухов о том, что Клифт и исполнительница главной роли Элизабет Тейлор встречаются в реальной жизни.

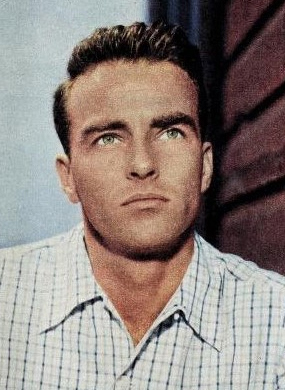
Монтгомери Клифт в 1954 году

После перерыва Клифт снялся еще в трёх фильмах, премьера которых состоялась в 1953 году: «Я исповедуюсь» Альфреда Хичкока, «Вокзал Термини» Витторио Де Сика и «Отныне и во веки веков» Фреда Циннемана, принёсший Клифту третью номинацию на «Оскар» (вторая из двух номинаций для фильмов, снятых Циннеманом). Для роли боксёра в среднем весе и солдата, играющего на горне, рядового Роберта Э. Ли Превитта, Клифт начал развивать силу и выносливость, пробегая круги вокруг Голливудской средней школы, учился боксу у Муши Каллахана и писателя Джеймса Джонса, а также имитировать игру на горне и читать ноты у трубача Манни Клейна. Во время кастинга «Отныне и во веки веков» Гарри Кон противился кандидатуре Клифта на роль Превитта, предпочитая вместо него Джона Дерека или Альдо Рэя. Однако Джонс и Циннеманн предпочли Клифта и лично агитировали его за роль. Клифт несколько раз навещал Джонса в его домах в Аризоне и Иллинойсе и смоделировал персонажа по образу самого Джонса. После просмотра фильма Джонс похвалил Клифта за его образ Превитта. Клифт поддерживал и наставлял Фрэнка Синатру в его роли рядового Анджело Маджио.Синатра позже сказал: «Я узнал от него больше об актёрском мастерстве, чем когда-либо раньше».

### Автокатастрофа
Вечером 12 мая 1956 года во время съемок фильма «Округ Рэйнтри» Клифт попал в серьёзную автомобильную аварию, покинув званый ужин в Беверли-Хиллз, Калифорния, устроенный Элизабет Тейлор и ее мужем Майклом Уайлдингом. На одном из крутых поворотов Клифта занесло, и он врезался в телефонный столб и окружающий склон скалы. Предупрежденная другом Кевином Маккарти, который стал свидетелем столкновения, Тейлор обнаружила Клифта под разбитой приборной панелью, в сознании, но с кровоточащим и быстро опухающим лицом. Она выдернула висящий зуб, который резал язык, прежде чем сопроводить его в машину скорой помощи.
Он получил сотрясение мозга, перелом челюсти, перелом носа, перелом носовых пазух, перелом скуловой кости и несколько рваных ран на лице, которые потребовали пластической операции. В интервью, снятом на пленку много лет спустя в 1963 году, Клифт подробно рассказал о своих травмах, в том числе о том, как его сломанный нос можно было вправить на место. После двухмесячного периода восстановления Клифт вернулся на съёмочную площадку, чтобы закончить фильм. Несмотря на опасения студии по поводу прибыли, Клифт правильно предсказал, что фильм будет хорошо продаваться, хотя бы потому, что кинозрители будут стекаться, чтобы увидеть разницу в его внешности до и после аварии.
Хотя результаты пластических операций Клифта были поразительны для того времени, так как не оставили видимых шрамов, в его внешности были заметны различия, особенно в левой части лица, которая была почти неподвижна. Непрекращающаяся боль от полученных травм заставила его прибегнуть к помощи алкоголя и таблеток, как он делал это после того, как ранее перенесённая дизентерия оставила у него хронические проблемы с кишечником. В результате здоровье и внешний вид Клифта ухудшились.

### 1957—1966: Более поздняя карьера в кино

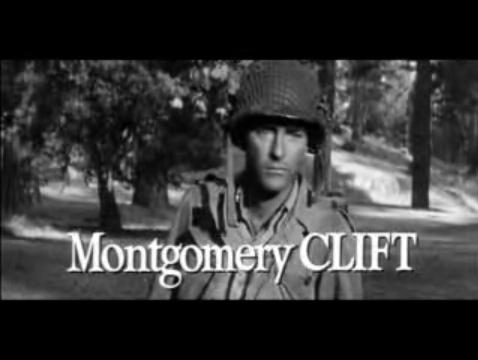
Монтгомери Клифт из фильма «Молодые львы», 1958 год

В течение следующих девяти лет после травматической автокатастрофы Клифт снялся почти в таком же количестве фильмов, как и ранее. Тем не менее, последняя половина его 20-летней карьеры была названа преподавателем актерского мастерства Робертом Льюисом «самым долгим самоубийством в истории Голливуда» из-за последующего злоупотребления Клифтом болеутоляющими средствами и алкоголем. Он стал вести себя на публике неадекватно, что смущало его друзей. Следующими четырьмя его фильмами были «Молодые львы» 1958 года, который является единственным фильмом с участием Клифта и Марлона Брандо, «Одинокие сердца» 1958 года, «Внезапно прошлым летом» 1959 года и «Дикая река» Элиа Казана, вышедший в 1960 году.
В двух следующих фильмах 1961 года, «Неприкаянные» и «Нюрнбергский процесс», Клифт переключился на небольшие роли второго плана или эпизодические роли, которые требовали меньше общего экранного времени, но при этом были очень сложными. В фильме «Неприкаянные» его первая вступительная сцена, исполненная в телефонной будке, заняла всего два часа из запланированных двух съёмочных дней, что произвело впечатление на актёров и съёмочную группу. Мэрилин Монро (в своей последней роли) в то время также испытывала проблемы с эмоциями и злоупотреблением алкоголем; в интервью 1961 года она назвала Клифта «единственным человеком, которого я знаю, который находится в ещё худшей форме, чем я».

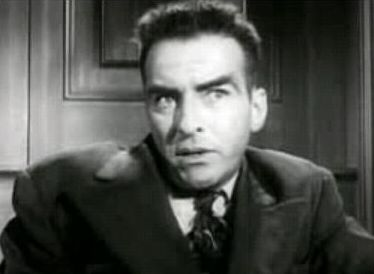
Монтгомери в фильме «Нюрнбергский процесс», 1961 год

В 12-минутной эпизодической роли в фильме «Нюрнбергский процесс» Клифт сыграл немецкого пекаря с отклонениями в развитии, ставшего жертвой нацистской программы стерилизации и дающего показания на Нюрнбергском процессе. Клифт был готов полностью отказаться от гонорара, согласившись на роль второго плана с минимальной компенсацией. Его мучительное исполнение (принесшее ему четвертую номинацию на «Оскар») часто считалось следствием его собственного нервного срыва. Режиссёр Стэнли Крамер позже написал в своих мемуарах, что Клифт «не всегда был близок к сценарию, но всё, что он говорил, прекрасно вписывалось» и что он предложил Клифту обратиться к Спенсеру Трейси, чтобы тот «что-нибудь продекламировал», когда он не мог вспомнить свои реплики для своей единственной сцены. В документальном фильме племянника Клифта Роберта Андерсона, снятом в 2018 году, наложенные страницы оригинального сценария Клифта с подробными аннотациями показывают, что актёр действительно намеренно и осознанно исполнял свой собственный переписанный диалог в противовес сумбурной импровизации. В телефонном разговоре Клифт сказал, что сыграл своего героя так, что тот «держится с достоинством, несмотря ни на что».
После завершения работы над фильмом Джона Хьюстона «Фрейд: Тайная страсть» 1962 года, студия Universal подала на него в суд за частые отлучки, которые привели к превышению бюджета фильма. Клифт подал встречный иск, утверждая, что ему было трудно справляться с непомерным объёмом пересмотра сценария в последнюю минуту и что случайный удар по обоим глазам на съемочной площадке привёл к катаракте. Дело было позже урегулировано во внесудебном порядке с доказательствами в пользу Клифта, но ущерб репутации Клифта как ненадёжного и проблемного человека сохранился. Как следствие, он не мог найти работу в кино в течение четырех лет. Успех фильма в прокате принес многочисленные награды за сценарий и режиссуру, но ни одной не получил сам Клифт.
13 января 1963 года, через несколько недель после выхода фильма «Фрейд», Клифт появился в прямом эфире телевизионной дискуссионной программы «Шоу Хью Гарднера», где подробно рассказал о выходе своего фильма, своей кинокарьере и отношении к нему со стороны прессы. Он также впервые публично рассказал о своей автомобильной аварии 1956 года, о полученных травмах и их последствиях для его внешности. Во время интервью Гарднер в шутку отметил, что это «первое и последнее появление Монтгомери Клифта в телевизионной программе интервью».
Не имея возможности сниматься в полнометражных фильмах, Клифт занялся озвучиванием. В 1964 году он записал для Caedmon Records фильм «Стеклянный зверинец» с Джессикой Тэнди, Джули Харрис и Дэвидом Уэйном. В 1965 году он озвучил произведения Уильяма Фолкнера в телевизионном документальном фильме «Миссисипи Уильяма Фолкнера», который вышел в эфир в апреле 1965 года. В это время Питер Богданович работал в кинотеатре в Нью-Йорке, когда Клифт пришел на возобновленный показ одного из своих ранних фильмов — «Я исповедуюсь» 1953 года — и решил показать ему гостевую книгу, где один из посетителей кинотеатра записал просьбу о фильме: «Что-нибудь с Монтгомери Клифтом!».
Элизабет Тейлор поставила на кон свою зарплату в качестве страховки, чтобы Клифт стал ее коллегой по фильму «Блики в золотом глазу», который снимал Джон Хьюстон. Готовясь к съемкам этого фильма, Клифт согласился на роль Джеймса Бауэра во французском триллере о холодной войне «Отступник», который снимался в Западной Германии с февраля по апрель 1966 года. Он настоял на том, чтобы самостоятельно выполнять трюки, включая купание в реке Эльбе в марте. Съемки фильма «Отражения в золотом глазу» были назначены на август 1966 года, но Клифт умер в июле 1966 года. На его место был приглашен Марлон Брандо.
Актёр никогда не был женат, его биографы сходятся на том, что Клифт был бисексуален: известны его романы как с мужчинами, так и с женщинами. Любовные сцены с Элизабет Тейлор в фильме «Место под солнцем» продемонстрировали новый образец романтических отношений на экране между мужчиной и женщиной. Дружеские отношения с Тейлор он сохранил до конца жизни. Такие ленты, как «Отныне и во веки веков», «Округ Рэйнтри», «Клуб одиноких сердец», считаются по праву визитной карточкой актёра.

## Личная жизнь
Говорят, что Клифт ценил уединение и двусмысленность в личной жизни, хотя известно, что он был дружелюбен и привязчив, размывая эмоции платонической любви и сексуального влечения, особенно с близкой подругой Элизабет Тейлор. Paramount Pictures организовала её посещение премьеры фильма «Наследница» в Лос-Анджелесе в качестве спутницы Клифта, чтобы привлечь внимание общественности. Руководитель Paramount Луиджи Лураски вспоминал, что Тейлор, как и многие американские подростки, казалась «безошибочно влюбленной» в Клифта во время съемок фильма «Место под солнцем», которые начались вскоре после этой премьеры.
На протяжении 1950-х годов Клифт и Тейлор снялись вместе в трех фильмах: «Место под солнцем», «Округ Рэйнтри» и «Внезапно, прошлым летом». Их романтические сцены в фильме «Место под солнцем» получили большое признание за естественность и подлинность. Тейлор оставалась верным другом Клифта до самой его смерти.
В 2000 году на церемонии GLAAD Media Awards, где Тейлор награждали за ее работу для ЛГБТ-сообщества, она впервые публично заявила, что Клифт был геем, и назвала его своим самым близким другом и доверенным лицом. Брат Клифта утверждал, что Клифт — бисексуал. Когда Клифт начал лечиться в конце 1950 года, он сообщил своему психиатру, что является гомосексуалом и пытается с этим справиться. После его смерти, в записанном на пленку телефонном разговоре с братом, мать Клифта заявила, что с самого начала знала, что Клифт гомосексуал.
Многие биографы Клифта рассказывают о его отношениях с мужчинами и несколькими женщинами, основываясь на рассказах друзей и интервью. Он был связан с актрисами Либби Холман и Филлис Такстер. Однако самые продолжительные отношения Клифта были с мужчинами. Он был связан с актером «Приключений Супермена» Джеком Ларсоном и театральным актером Уильямом ЛеМассеной, с которым у него были трёхлетние отношения. ЛеМассена оставался близким другом Клифта до самой его смерти. Он с нежностью описывал их отношения и хранил записанные на пленку ролики, на которых Клифт и труппа «Ночи не будет» наслаждаются совместным отдыхом.
Клифт был глубоко и интенсивно связан с бродвейским хореографом Джеромом Роббинсом; «немногие из его коллег знали, насколько интимными и эмоционально насыщенными были отношения между Клифтом и Роббинсом». Они маскировали свои отношения, встречаясь с женщинами. В 1948 году, когда Клифт покинул Роббинса, чтобы заняться кинокарьерой в Голливуде, это заявление опустошило Роббинса. Он сказал Клифту: «Я могу заставить тебя полюбить меня», в конце их двухлетнего романа.
По словам актера Расса Тэмблина, Роббинс придумал основной сюжет «Вестсайдской истории» после того, как Клифт поделился с ним этой идеей. В 2021 году Тэмблин вспоминал, что Роббинс «однажды сказал нам на съемочной площадке, что идея действительно исходила от Монтгомери Клифта, который в то время был парнем Джерри... Он сказал, что был с Монти на вечеринке на Файр-Айленде... [и Клифт сказал] „У меня есть идея для мюзикла. Почему бы не поставить мюзикл о Ромео и Джульетте, но сделать его с бандами Нью-Йорка?“. И Джерри ответил, что просто не может выбросить ее из головы». Роббинс назвал Клифта «театральным гением» ещё в самом начале их романа.
В начале 1950-х годов Барни Балабан (президент Paramount Pictures) пригласил Клифта на один из отпусков семьи Балабанов в Нассау, Багамы. Джуди Балабан, его дочь, утверждала, что у неё сразу возникла связь с Клифтом, и они «соединились по бедрам», встречаясь в течение многих месяцев после этого. В августе 1951 года она присутствовала на Нью-Йоркской премьере фильма «Место под солнцем» в качестве его спутницы.
До начала отношений с Балабаном Клифт получал шквал телефонных звонков с угрозами выдать его за гомосексуала, в результате чего Клифту пришлось неоднократно менять номер телефона.
В то время как пресса предполагала, что Балабан и Клифт были вместе, Клифт тайно встречался с британским актером Родди Макдауэллом. По словам Балабан, она была наивна в отношении гомосексуальности Клифта и его романтических отношений с Макдауэллом, который иногда сопровождал их на публичных мероприятиях. Макдауэлла познакомила с Клифтом его коллега по фильму «Лесси возвращается домой» Элизабет Тейлор. В течение двух с половиной лет, пока Клифт не снимался в кино, карьера Макдауэлла не шла полным ходом. Он полностью посвятил себя Клифту и переехал из Лос-Анджелеса в Нью-Йорк, чтобы быть ближе к своему кумиру. По сообщениям, Макдауэлл пытался покончить с собой после их разрыва. Тем не менее, он не проявил горечи и остался одним из верных друзей Клифта. Макдауэлл снялся с Клифтом в его последней картине, «Отступник». Клифт позже заявил, что никогда бы не смог закончить фильм без моральной поддержки Макдауэлла.
Во время съемок для Витторио Де Сика в Италии у Клифта был роман с Труменом Капоте. Автор Джеймс Джонс и Клифт стали очень близки во время съемок фильма «Отныне и во веки веков». Джонс публично заявил: «Я бы завел с ним роман, но он никогда меня не спрашивал». Одной из первых интимных связей Клифта была связь с композитором Леманом Энгелем. Он также был связан с Дональдом Уиндхемом и его партнёром Сэнди Кэмпбелл. В своих мемуарах Артур Лорентс предполагает, что у Клифта была интрижка с Фарли Грейнджер.
Клифт также дружил с Марлоном Брандо, который заходил к нему домой, предлагая сопровождать его на собрания анонимных алкоголиков. Клифт поддерживал Эдлая Стивенсона на президентских выборах в Соединенных Штатах в 1952 году.

## Смерть

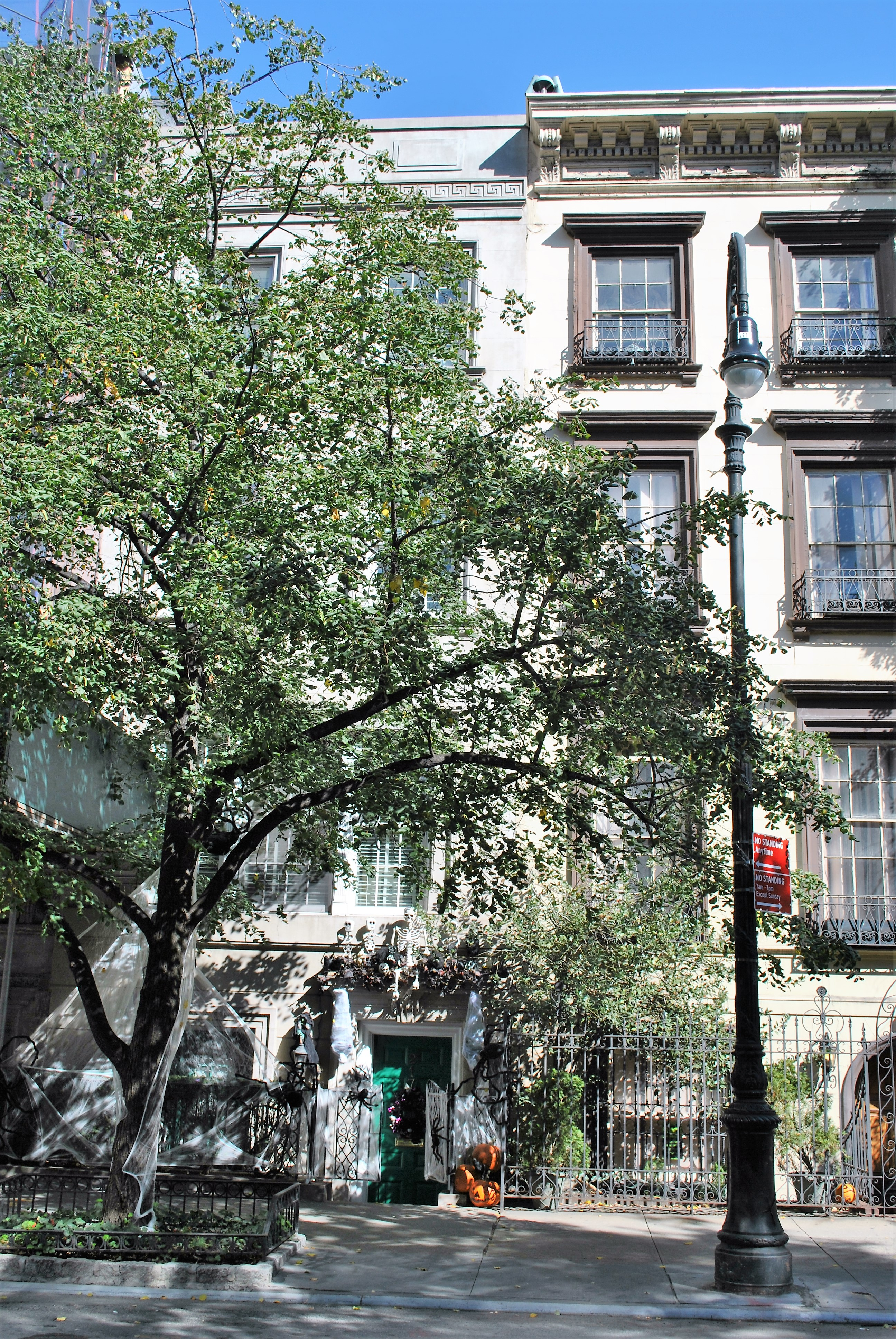
Бывший таунхаус Монтгомери Клифта с выкрашенной в зеленый цвет входной дверью, где он умер, расположен по адресу Восточная 61-я улица, 217, Манхэттен, Нью-Йорк.

22 июля 1966 года Клифт провёл большую часть дня в своем Нью-Йоркском таунхаусе, расположенном по адресу Восточная 61-я улица, 217. Весь день он и его личный сиделец и компаньон Лоренцо Джеймс почти не разговаривали. После полуночи, незадолго до часа ночи, Джеймс спросил Клифта, который лежал в своей постели и читал книгу, не хочет ли он посмотреть фильм «Неприкаянные», который транслировался в качестве позднего ночного фильма. «Ни в коем случае!» — воскликнул Клифт, и Джеймс отправился в свою спальню спать, не сказав Клифту больше ни слова.
В 6:30 утра Джеймс проснулся и пошел будить Клифта, но обнаружил, что дверь спальни закрыта и заперта. Обеспокоенный и не в силах выломать дверь, Джеймс побежал на задний двор и, поднявшись по лестнице, проник в спальню через окно второго этажа. Внутри он обнаружил мертвого Клифта: тот был раздет, лежал в кровати в очках и со сжатыми кулаками. Джеймс воспользовался телефоном в спальне, чтобы позвонить нескольким личным врачам Клифта и в офис судмедэксперта до приезда скорой помощи.
Тело Клифта было доставлено в городской морг и подвергнуто вскрытию. В отчете о вскрытии причиной смерти был назван сердечный приступ, вызванный «окклюзионной болезнью коронарных артерий». Не было найдено никаких доказательств, указывающих на внешнее вмешательство или самоубийство.
Принято считать, что причиной многочисленных проблем со здоровьем и смерти Клифта стала наркотическая зависимость. Помимо затянувшихся последствий дизентерии и хронического колита, при вскрытии была обнаружена неактивная щитовидная железа. Это заболевание (помимо прочего) снижает кровяное давление; из-за него Клифт мог казаться пьяным или под действием наркотиков, когда был трезв.
После 15-минутных похорон в церкви Святого Иакова на Мэдисон-авеню на Манхэттене, на которых присутствовали 150 гостей, включая Лорен Бэколл, Фрэнка Синатру и Нэнси Уокер, Клифт был похоронен на квакерском кладбище Друзей, Проспект-парк, Бруклин. Элизабет Тейлор, которая была в Риме, прислала цветы, как и Родди Макдауэл, Джуди Гарланд, Мирна Лой и Лью Вассерман.

## Фильмография

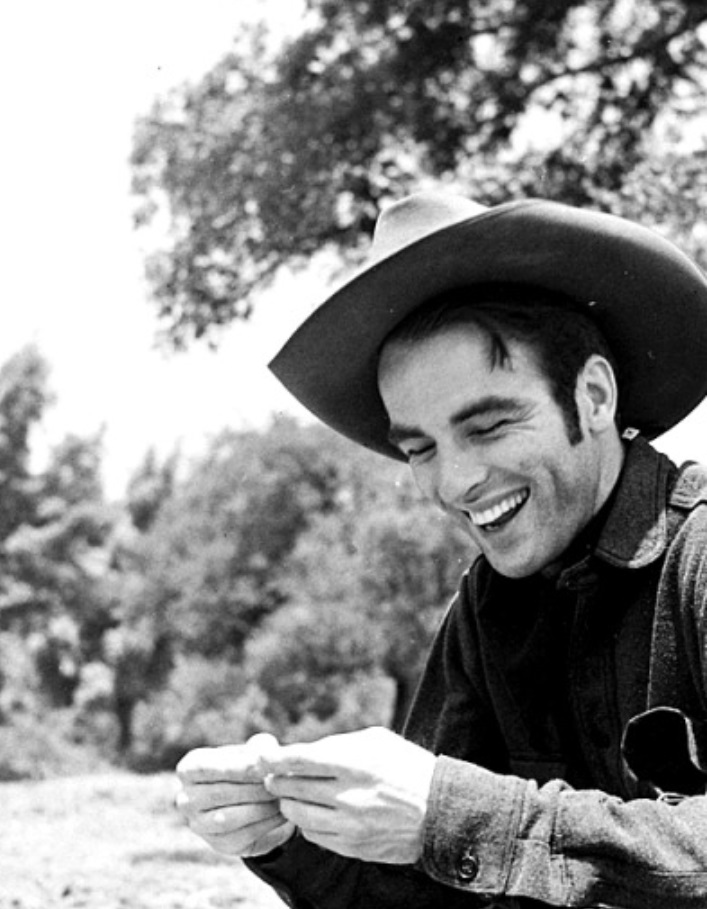
Клифт на съёмках фильма «Красная река» (1948)

### Кино
| Год  | Русское название        | Оригинальное название  | Роль                      | Примечания |
| ---- | ----------------------- | ---------------------- | ------------------------- | ---------- |
| 1948 | Поиск                   | The Search             | Ральф «Стив» Стивенсон    |            |
| 1948 | Красная река            | Red River              | Мэттью «Мэтт» Гарт        |            |
| 1949 | Наследница              | The Heiress            | Моррис Таунсенд           |            |
| 1950 | Большой подъём          | The Big Lift           | сержант Дэнни Маккалоу    |            |
| 1951 | Место под солнцем       | A Place in the Sun     | Джордж Истман             |            |
| 1953 | Я исповедуюсь           | I Confess              | отец Майкл Логан          |            |
| 1953 | Вокзал Термини          | Stazione Termini       | Джованни Дориа            |            |
| 1953 | Отныне и во веки веков  | From Here to Eternity  | Роберт И. Ли «Прю» Прюитт |            |
| 1957 | Округ Рэйнтри           | Raintree County        | Джон Уайклифф Шонесси     |            |
| 1958 | Молодые львы            | The Young Lions        | Ноа Акерман               |            |
| 1958 | Одинокие сердца         | Lonelyhearts           | Адам Уайт                 |            |
| 1959 | Внезапно, прошлым летом | Suddenly, Last Summer  | доктор Джон Кукровиц      |            |
| 1960 | Дикая река              | Wild River             | Чак Гловер                |            |
| 1961 | Неприкаянные            | The Misfits            | Перс Хауланд              |            |
| 1961 | Нюрнбергский процесс    | Judgement at Nuremberg | Рудольф Петерсен          |            |
| 1962 | Фрейд: Тайная страсть   | Freud                  | Зигмунд Фрейд             |            |
| 1966 | Отступник               | The Defector           | профессор Джеймс Бауэр    |            |

### Телевидение
| Год  | Русское название           | Оригинальное название          | Роль       | Примечания                         |
| ---- | -------------------------- | ------------------------------ | ---------- | ---------------------------------- |
| 1939 |                            | Hay Fever                      | н/д        |                                    |
| 1965 | Миссисипи Уильяма Фолкнера | William Faulkner's Mississippi | рассказчик | Телевизионный документальный фильм |

## Награды и номинации
| Ассоциация                          | Год  | Категория                                     | Работа                 | Результат |
| ----------------------------------- | ---- | --------------------------------------------- | ---------------------- | --------- |
| «Оскар»                             | 1949 | Лучшая мужская роль                           | Поиск                  | Номинация |
| «Оскар»                             | 1952 | Лучшая мужская роль                           | Место под солнцем      | Номинация |
| «Оскар»                             | 1954 | Лучшая мужская роль                           | Отныне и во веки веков | Номинация |
| «Оскар»                             | 1962 | Лучшая мужская роль второго плана             | Нюрнбергский процесс   | Номинация |
| «Золотой глобус»                    | 1962 | Лучшая мужская роль второго плана — кинофильм | Нюрнбергский процесс   | Номинация |
| BAFTA                               | 1962 | Лучший иностранный актёр                      | Нюрнбергский процесс   | Номинация |
| Кинофестиваль на Фарерских островах | 1948 | Лучшая мужская роль                           | Красная река           | Победа    |
| «Лорел»                             | 1962 | Лучшая мужская роль второго плана             | Нюрнбергский процесс   | Номинация |

- В 1960 году Клифт был удостоен звезды на Голливудской «Аллее славы» на Голливудском бульваре, 6104.